# Földharc
A földharc (más néven grappling) egyfajta hibrid küzdősport, amely nem alkalmaz ütéseket. A stílust a hagyományos birkózás, a dzsúdzsucu, a szambó és más, alávetéses fogásokat alkalmazó küzdősportokból alakították ki. 2006 óta a Nemzetközi Amatőr Birkózó Szövetség hivatalosan is rendez földharc-világbajnokságokat férfi és női kategóriában. A földharc fontos szerepet tölt be az MMA-ban is és effektív önvédelmi technikának tartják. Magyarországon 2010-ben rendeztek először országos földharcbajnokságot; a Magyar Grappling Szövetség (formáját tekintve országos sportági szakszövetség) szervezi.